# Nigel Norman, 2. Baronet
Sir Henry Nigel St. Valery Norman, 2. Baronet (* 21. Mai 1897; † 19. Mai 1943) war ein britischer Unternehmer und Militärflieger.
Er war der älteste Sohn des Sir Henry Norman, 1. Baronet aus dessen erster Ehe mit der Schriftstellerin Menie Muriel Dowie.
Er wurde am Winchester College erzogen. Im diente im Ersten Weltkrieg und wurde Mentioned in dispatches. Nach dem Krieg studierte er am Trinity College der Cambridge University, das er 1921 als Bachelor of Arts abschloss.
Er wurde Vorsitzender der Fluggesellschaft Airwork Ltd. und später Direktor der Misr-Airwork SAE in Kairo.
Er wurde als Commander in den Order of the British Empire (C.B.E.) aufgenommen. Beim Tod seines Vaters erbte er am 4. Juni 1939 den Adelstitel eines Baronet, of Honeyhanger in the Parish of Shottermill in the County of Surrey. Er diente im Zweiten Weltkrieg bei der Royal Auxiliary Air Force und stieg in den Rang eines Air Commodore auf. Er engagierte sich in enger Zusammenarbeit mit der britischen Armee an der Entwicklung von Luftlandetruppen. Er koordinierte Überfälle mit Luftlandetruppen auf Italien und Frankreich. Im Mai 1943 wurde er während der Vorbereitung der Operation Husky als neuer Kommandeur zu einer Einheit nach Nordafrika versetzt. Das Flugzeug, das ihn von England dorthin bringen sollte, eine Lockheed Hudson IIIA FH168, musste kurz nach dem Start vom Royal-Air-Force-Stützpunkt St. Eval in Cornwall wegen eines Motorschadens notlanden und geriet bei der Landung in Brand. Norman kam bei dem Unfall ums Leben.
Aus seiner 1926 geschlossenen Ehe mit Patricia Moyra Annesley hatte er drei Söhne, darunter sein Titelerbe Mark Annesley Norman (1927–2013).

## Weblink
- A/Cdre. Sir Henry Nigel St. Valery Norman, 2nd Bt. auf thepeerage.com